# Antonio Suárez "Lülu"
Antonio Suárez "Lülu" es un músico, escritor, técnico de sonido, productor y creador audiovisual español residente en Fuenlabrada (Madrid), nacido en Puebla del Caramiñal (La Coruña), conocido sobre todo por ser el líder de Forraje desde la formación de la banda.

## Biografía

##### Carrera profesional
En su faceta musical es conocido por ser el guitarra, voz, letrista y compositor del grupo de rock Forraje desde su formación (diciembre de 1998), banda con la que graba 5 LPs, continuando en solitario desde 2016 bajo el nombre "Lülu", con el que registra 3 EPs y varios sencillosy volviendo a los escenarios con Forraje en 2024 con formación renovada y cambiando la guitarra por el bajo. Tanto con Forraje como en solitario ha dado cientos de conciertos por salas de toda la geografía española y ha formado parte del cartel de decenas de festivales de la talla de Viña Rock, Derrame Rock o Extremúsika.
Además de escribir las letras de sus canciones, ha colaborado con textos en medios como la revista Citania.info (2005) y en libros como "Simpatía por el relato" (varios autores, 2010); "La lengua de nadie" (Martín Romero, 2013); "El carretero cosaco" (Kutxi Romero, 2015), "Hombre al agua" (David González, 2020) o "Naufragios del parnaso" (Ángel Báez, 2023)
Como creador audiovisual ha guionizado, dirigido, grabado y editado videoclips para bandas como "Hijos de Nacho Vidal" (proyecto paralelo de Poncho K y Taber de Malsujeto); "Tocando techo"; "mister LuiGi"; "Toro Marcos"; "En Desacuerdo"; "Garraspera"; "Ciudad Olvido"; "Core" o "Eruktogatos", además de guionizar, dirigir y/o editar gran parte de sus propios videoclips. También ha realizado algunos cortos documentales de corte social, como "Manolo" o "Rock combativo: la política en el rock".
Conocido es además su trabajo como productor musical y técnico de sonido en estudio desde 2007, cuando empezó grabando maquetas a multitud de grupos de rock gallegos ("Arrhythmia", "Belfastt", "Noxo", "Sínefres", "Estraperlo", "Manolo Cajarría"... ) y las premaquetas de los últimos discos de "Forraje" y de "Lülu". Su último EP en solitario (Saudade, 2020) ha sido producido por él mismo, que se ha encargado de la grabación de la mayoría de instrumentos en su propio estudio. En 2023 abre ASM Estudio, su estudio de grabación en Madrid en el que sigue grabando y produciendo a otros artistas además de las nuevas canciones de Forraje. También es técnico de sonido de directo.

##### Formación académica
En su juventud no fue un buen estudiante. Esto, sumado a la falta de motivación, hace que abandone el instituto con 16 años. A pesar de estar en contacto con micros, cables, mesas de mezclas y altavoces desde los 17, compagina su actividad musical con trabajos en otros sectores y no es hasta los 26 cuando se decide a estudiar "Sonido" en una academia privada en Santiago de Compostela (para entonces, Forraje ya contaba con dos discos de estudio). Años más tarde, después de prepararse y aprobar la Prueba de acceso a la universidad, ya en Madrid, estudia el Grado en "Comunicación Audiovisual" en la Universidad Complutense y el Grado Superior en "Realización de Proyectos audiovisuales y espectáculos", además de tres Certificados de Profesionalidad de "Montaje y postproducción de audiovisuales"; "Asistencia a la dirección cinematográfica y de obras audiovisuales" y "Asistencia a la realización en televisión". En su currículum también encontramos el curso de formación continua de "Escritura Creativa" de la facultad de Filosofía de la Universidad de Santiago de Compostela.

## Discografía

##### Forraje
- Estoy que muerdo (LP), 2003
- Diario de un alma rota (LP), 2006
- Retales de vino y luna (LP), 2009
- Quejidos que no escucha nadie (LP), 2013
- En directo: Quince duchas de agua helada (CD+DVD), 2015
- Queriéndome a solas (Single), 2024
- Sólo pienso en ti (Single), 2024
- Saudade (EP), 2024

##### Lülu
- A medio camino (EP), 2016
- De aquellos polvos (EP) 2018
- Tiembla el mundo (Single) 2018
- Corazones rojos (Single) 2019
- Saudade (EP) 2020

## Redes Sociales
- Antonio Suárez "Lülu" en Instagram
- Antonio Suárez "Lülu" en Facebook